# Poseidon Rex
Pour plus de détails, voir Fiche technique et Distribution.
Poseidon Rex est un film d'horreur américain réalisé par Mark L. Lester. Il met en vedettes dans les rôles principaux Brian Krause, Anne McDaniels et Steven Helmkamp. Alors qu'ils recherchent à l’aide d’explosifs un trésor maya perdu depuis longtemps, des explorateurs sous-marins réveillent accidentellement un prédateur préhistorique qui peut vivre sur terre et dans la mer. Le film est sorti le 22 septembre 2013.

## Synopsis
Sur une petite île au large des côtes du Belize, Jackson Slate est forcé par Tariq, le roi du crime local, à plonger pour trouver de l'or maya perdu dans le Grand Trou Bleu. Jackson et deux autres plongeurs font exploser des explosifs au fond du trou pour trouver l’or, mais l’explosion qui s’ensuit rend Jackson inconscient et libère dans l’eau une créature préhistorique de type Tyrannosaurus Rex, qui tue les deux autres plongeurs, ainsi que le garde de Tariq resté à la surface. 
Pendant ce temps, le couple Rod et Jane sont en vacances sur l'île et sont emmenés au trou par le plaisancier Henry pour faire de la plongée en apnée. Cependant, ils rencontrent Jackson flottant dans l’eau et Henry l’emmène chez son amie biologiste marine, Sarah pour le soigner. Mais ils trouvent sur Jackson une pièce d’or qu’il a gardée et l’interrogent à ce sujet. Jackson révèle ses problèmes avec Tariq, puis invite le groupe à plonger avec lui pour trouver le reste de l’or. Tous y vont, sauf Jane qui décide de ne pas se laisser entraîner dans les problèmes de Jackson, et elle reste sur l’île.
Deux des hommes de Tariq sont envoyés à la recherche de l'équipe de Jackson, mais ils soient tués par la même créature reptilienne. Le groupe de Jackson, ainsi que les garde-côtes locaux trouvent l’épave du navire, ainsi qu’un bras sectionné. Sarah conclut qu’il a été mordu par une créature géante. Cependant, malgré cela, Jackson et Sarah vont plonger pour l’or tandis que Rod et Henry restent à la surface. Ils trouvent une série d’œufs appartenant à la créature, et décident d’en emmener un au laboratoire de Sarah pour l’étudier. Pendant ce temps, Jane est invitée par deux touristes à la rejoindre lors d’une fête en bateau. Mais le bateau est attaqué par la créature. Jane tombe du bateau et se noie tandis que tout le monde est tué par la créature. Rod et Henry se précipitent pour la sauver, mais ils arrivent trop tard et elle meurt. Rod est dévasté. Au laboratoire de Sarah, l’œuf éclot, donnant naissance à une créature reptilienne similaire à la première mais plus petite. Elle attaque Jackson et Sarah, les obligeant à l’enfermer dans un réfrigérateur. Tariq et ses hommes arrivent bientôt pour affronter Jackson, mais il libère sur eux la créature qui les tue (apparemment) tandis que Jackson et Sarah s’échappent et retrouvent Rod et Henry.
Maintenant conscient qu'il y a une créature mortelle dans l’eau, le groupe se dirige vers la mer avec les garde-côtes pour essayer de la tuer. Cependant, leurs tentatives échouent et Henry est tué. Les membres restants du groupe retournent à terre. Les garde-côtes se dirigent vers la créature une fois de plus en vue de sa destruction, mais elle les tue rapidement, puis elle attaque et tue des gens à terre. Jackson, Sarah et Rod tentent de voler une voiture, mais Tariq arrive en réclamant toujours à Jackson son or. La créature mange Tariq, permettant ainsi à Jackson, Sarah et Rod de s’échapper. Après avoir récupéré des armes dans le QG de Tariq, ils sont poursuivis dans la forêt par la créature, mais parviennent à s’échapper vers une base militaire abandonnée, où ils décident de passer la nuit. Ils tentent de demander de l’aide par radio, mais en vain. Jackson et Sarah ont des relations sexuelles cette nuit-là. Le lendemain matin, le groupe reçoit enfin une réponse de l’armée, qui leur déclare qu’elle va bombarder l’île afin de tuer la créature et qu’ils doivent s’échapper.
Jackson décide de faire voler un avion au-dessus de l'océan pour distraire la créature tandis que Sarah et Rod s’échappent dans un bateau. Cependant, la créature poursuit le bateau à la place de l’avion, et Rod tente de la tuer avec un bazooka, mais il tombe à l’eau et est mangé. Alors que plusieurs avions de chasse bombardent la créature et la blessent, Sarah prend le bazooka et lui tire dessus, la décapitant. Sarah retourne à terre et retrouve Jackson, mais ils se rendent compte qu’ils ont oublié de détruire les dizaines d’œufs encore dans l’océan. L’un d’entre eux éclot entre-temps.

## Distribution
- Brian Krause : Jackson Slate
- Anne McDaniels : Sarah
- Steven Helmkamp : Rod
- Candice Nunes : Jane[3]
- Berne Velasquez : Henry
- Gildon Roland : Tariq
- Pulu Lightburn : Rafa
- Remo : Raul
- Phillip Coc : le capitaine John
- Serapio Chun : Premier lieutenant
- Paul Hyde : Ajay
- Joe Requena : Azeem
- Aaron Lauriano : Edric
- Chase Kilburn : homme à la fête #1
- Trey Schesser : homme à la fête #2
- Curlin King : 	homme de main #1
- Jody Adolphus : homme de main #2
- Garrett Brawith : Edwards[2]

## Réception critique
Poseidon Rex recueille un score d'audience de 22% sur Rotten Tomatoes.